# Štěnovice
Štěnovice (německy Stienowitz, zastarale Stenowitz; v místním nářečí Štěnojce) jsou obec v okrese Plzeň-jih v Plzeňském kraji. Leží nedaleko jižní hranice krajského města Plzně, zhruba 8,5 kilometru od jeho centra. Obcí protéká řeka Úhlava. Žije zde přibližně 2 300 obyvatel.

## Název
Jméno Štěnovice vzniklo podle jazykovědců buď ze jména zakladatele vsi či ze jména prvního osadníka, který měl příjmí Štěně (psí mládě), nebo se jmenoval Štěňa (domácky Štěpán).

## Historie
Podle archeologických nálezů doloženo u obce neolitické osídlení před 6 tisíci lety (šest kamenných sekyrek), osídlení 1000–500 před naším letopočtem (keramické střepy, pravěký hrob). Ojedinělé střepy ze střední doby hradištní dokládají osídlení v devátém až desátém století. První písemná zmínka o vesnici pochází z roku 1327. Na přelomu dvanáctého a třináctého století vzniklo raně středověké hradiště, na jehož místě byla ve čtrnáctém století postavena štěnovická tvrz. Ta zůstala panským sídlem až do počátku šestnáctého století, kdy byla za Štěnovských z Kadova opuštěna. Nové panské sídlo bylo postaveno za Arnošta Bernklaua ze Schönreuthu, plzeňského krajského hejtmana, před rokem 1564. Pravděpodobně „v okolí staré panské sýpky“ za vsí, dnes farní dům s kostelem svatého Prokopa.

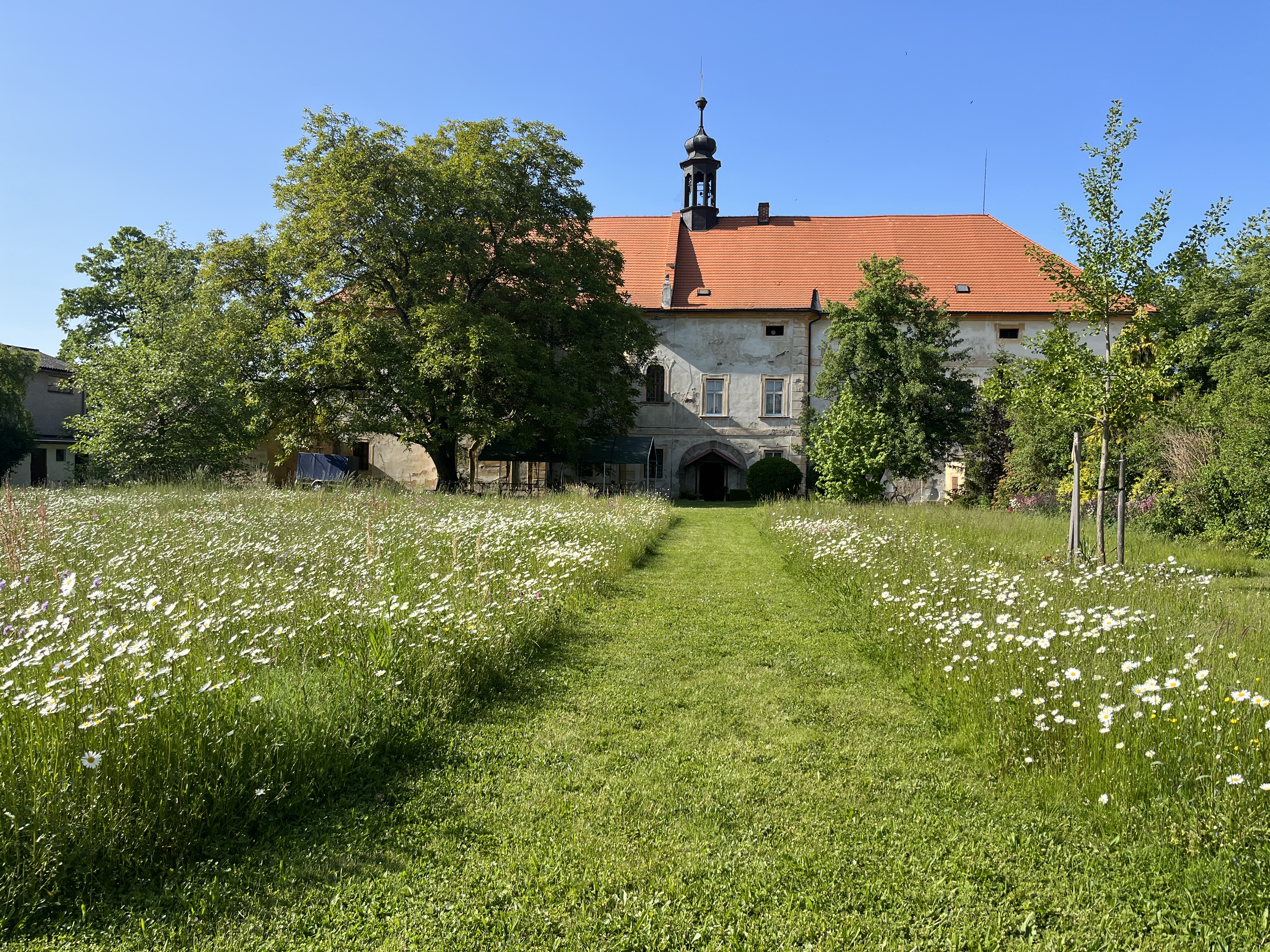
Farní dům s vestavěným kostelem sv. Prokopa,jaro 2023

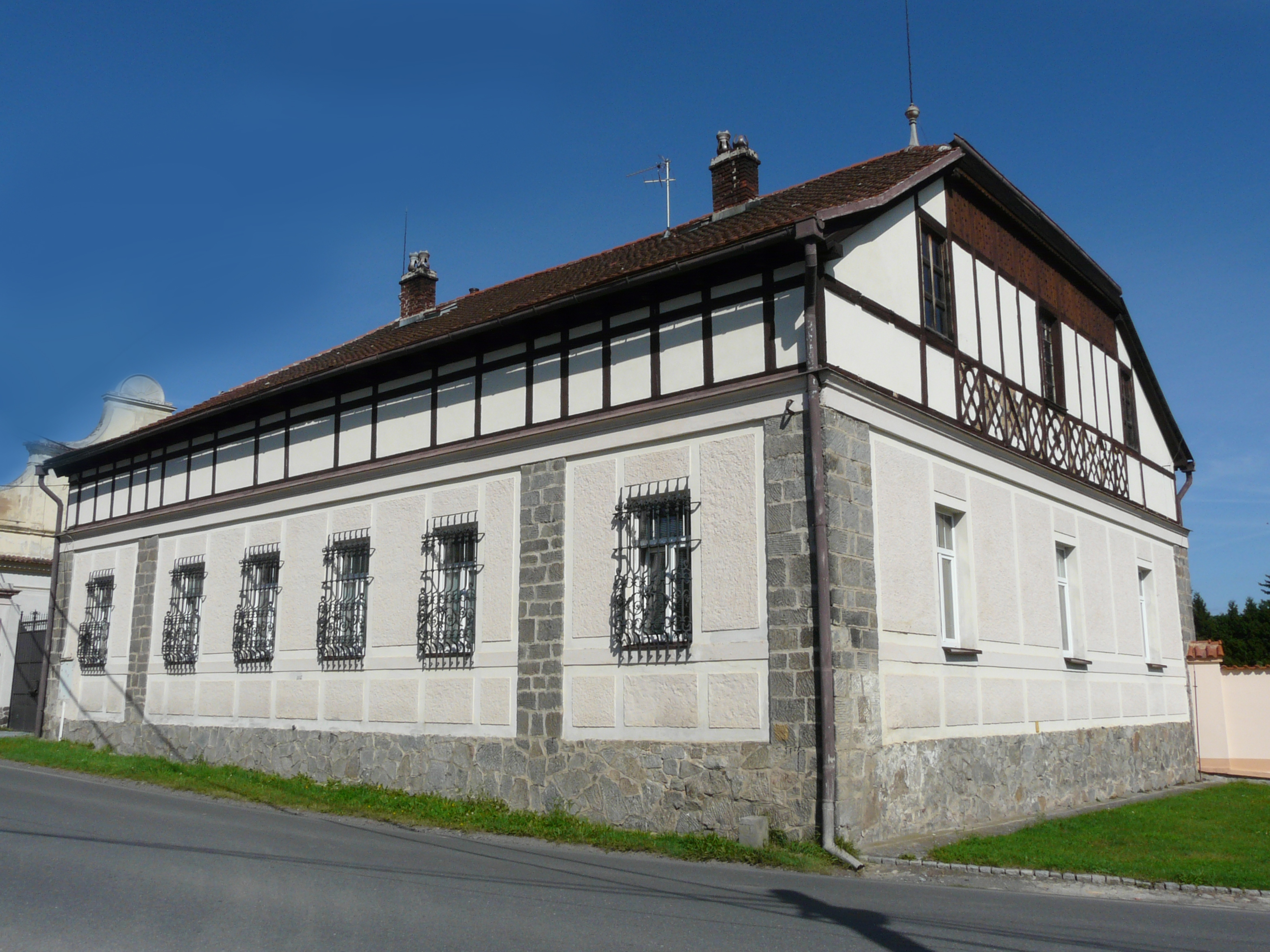
Budova bývalého panského dvora

Na starší vznik fary odkazují nejen nálezy keramických střepů z posledních let, placení daně ze 3 komínů Adamem Hennigarem roku 1603, ale především popis patrové budovy z roku 1620. Zámeček ve Štěnovicích se nacházel mezi kopci na břehu malého rybníka, při jehož jedné straně byly domy poddaných a uprostřed velký dvůr (Pietro della Madre di Dio). Dne 11. října 1620, na který připadala neděle, nalezl bosý karmelitán Dominik à Jesu Maria při tažení ligistického vojska pod vedením bavorského vévody Maxmiliána proti českým stavům ve zpustošené kapli zdejší tvrze („palazzetto“ či „casale“), kterou měl v držení rytířský rod Hennigarů ze Seebergu, zohavený obraz Adorace Narozeného Krista. Obraz vzal Dominik sebou a povzbuzoval jím katolické vojáky před bitvou bitvě na Bílé hoře. Později, uctívaný již jako zázračný obraz Panny Marie Vítězné jej vzal s sebou do Říma, kde byl vystaven v římském kostele Santa Maria della Vittoria. Barokní kopie obrazu se nachází v kostele Panny Marie Vítězné v Praze, také v poutním kostele Panny Marie Vítězné na Bílé hoře, nebo v děkanském kostele svatého Prokopa ve Strakonicích. Farní dům s vestavěným kostelem (někdejší klášter Trinitářů) je zapsán v seznamu kulturních památek.
V obci žila do druhé světové války židovská komunita s vlastní synagogou a hřbitovem. Synagoga byla v sedmdesátých letech dvacátého století zbourána.

## Nedávná historie a současnost
Rychlý rozvoj obce souvisí s vybudováním spádového zdravotního střediska s lékárnou v sedmdesátých letech dvacátého století a mezníkem se stal 29. srpen 1983, kdy došlo k otevření nové moderní pavilonové základní školy se sportovišti. Dlouhou tradici má vlastní mateřská školka.
V 90. letech dokončena kanalizace a plynofikace. Obec byla připojena na plzeňský vodovod. V obci je pošta, několik obchodů, restaurací.
Středisková funkce sídla Štěnovice je založena především na jeho funkci obslužné (školství, zdravotnictví apod.) a obytné. Jeho funkce výrobní a pracovištní jsou omezené, což dokumentuje i vysoký stupeň vyjížďky za prací (z obce Štěnovice vyjíždí za prací více než polovina z celkového počtu ekonomicky aktivních), i když v posledních letech[kdy?] je zřetelné posilování ekonomické základny obce.[zdroj⁠?!]
V obci proběhla v sedmdesátých a osmdesátých letech dvacátého století rozsáhlá výstavba rodinných domků a několika bytovek. Rozsáhlá výstavba rodinných domků pokračuje do současnosti. Obec je díky poloze na hranici města Plzně a rychlé dostupnosti dálnice D5 jednou z nejrychleji rostoucích obcí v plzeňské aglomeraci.

## Obyvatelstvo
| Rok            | 1869 | 1880 | 1890 | 1900  | 1910  | 1921  | 1930  | 1950  | 1961  | 1970  | 1980  | 1991  | 2001  | 2011  | 2021  |
| -------------- | ---- | ---- | ---- | ----- | ----- | ----- | ----- | ----- | ----- | ----- | ----- | ----- | ----- | ----- | ----- |
| Počet obyvatel | 809  | 884  | 927  | 1 166 | 1 190 | 1 227 | 1 294 | 1 165 | 1 290 | 1 242 | 1 157 | 1 188 | 1 331 | 1 852 | 2 225 |
| Počet domů     | 113  | 125  | 128  | 141   | 164   | 175   | 201   | 279   | 259   | 274   | 284   | 345   | 406   | 527   | 704   |

## Obecní správa

### Obecní symboly
Znak a vlajka byly obci uděleny rozhodnutím předsedy Poslanecké sněmovny Parlamentu České republiky dne 5. května 1994.

## Pamětihodnosti

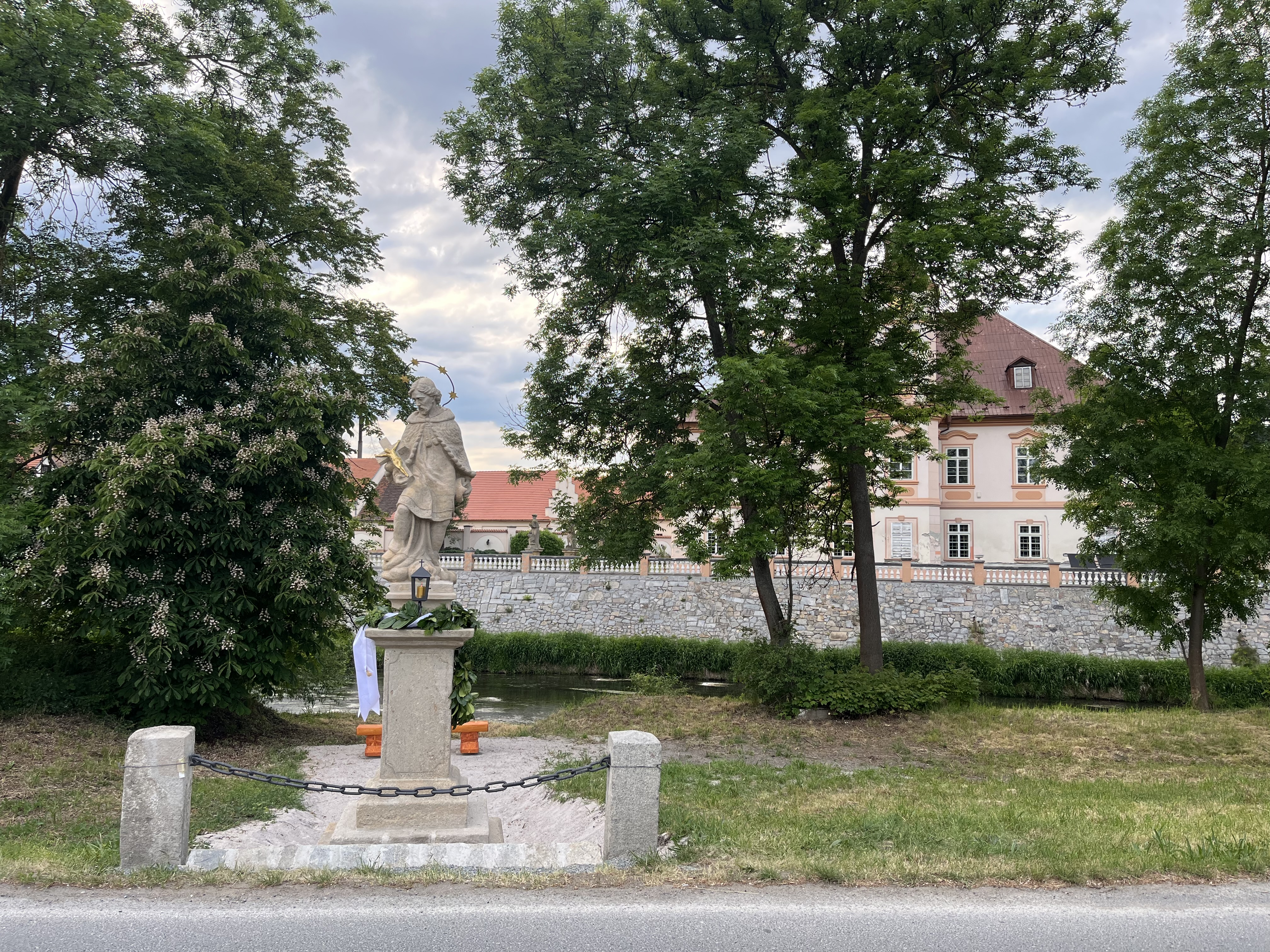
Sv. Jan Nepomucký u mostu přes Úhlavu (MgA. Michaela Matoušek Šmídová, slavnostní odhalení 23.5.2025)

- Nad soutokem Úhlavy s Losinským potokem stávala nejstarší štěnovická tvrz a ještě před ní pravděpodobně raně středověké hradiště.[9]
- Zámek Štěnovice
- Sochy svatého Iva, svatého Floriána a svatého Josefa u zámku
- Socha svatého Jana Nepomuckého u mostu přes Úhlavu
- Dřevěný krytý most přes řeku Úhlavu byl stržen povodní v roce 2002.
- Klášter Štěnovice
- Židovský hřbitov[10]
- Tunel Valík na dálnici D5

## Osobnosti
- Josef Vykoukal (1861–1927), statkář, podnikatel v cukrovarnictví a politik, moravský zemský poslanec, od počátku dvacátého století majitel velkostatku v Štěnovicích